# Chay Mullins
Chay Mullins (ur. 23 stycznia 2002 w Bristolu) – irlandzko-angielski rugbysta, reprezentant Irlandii w rugby 7, olimpijczyk z Paryża 2024.

## Kariera
W reprezentacji Irlandii w rugby 7 zadebiutował podczas World Sevens Series w 2022. Z reprezentacją wziął udział w:
- igrzyskach olimpijskich:
  - Igrzyskach Olimpijskich w Paryżu w 2024 – 6. miejsce
- pucharze świata:
  - Pucharze Świata w 2022 – 3. miejsce

W 2024 podpisał swoją pierwszą profesjonalną umowę, zostając zawodnikiem Connacht Rugby (liga United Rugby Championship).

## Życie prywatne
Urodził się i wychował w Bristolu, w Anglii. Wybrał jednak grę dla Irlandii, do reprezentowania której miał prawo, gdyż pochodzili z niej jego dziadek i babcia.